# Sorelle Fontana
Sorelle Fontana Alta Moda es una firma de moda especializada en sastrería de alta costura. Fundada en Roma en 1943 por las hermanas estilistas Zoe (1911-1978), Micol (8 de noviembre de 1913) y Giovanna (1915-2004). 

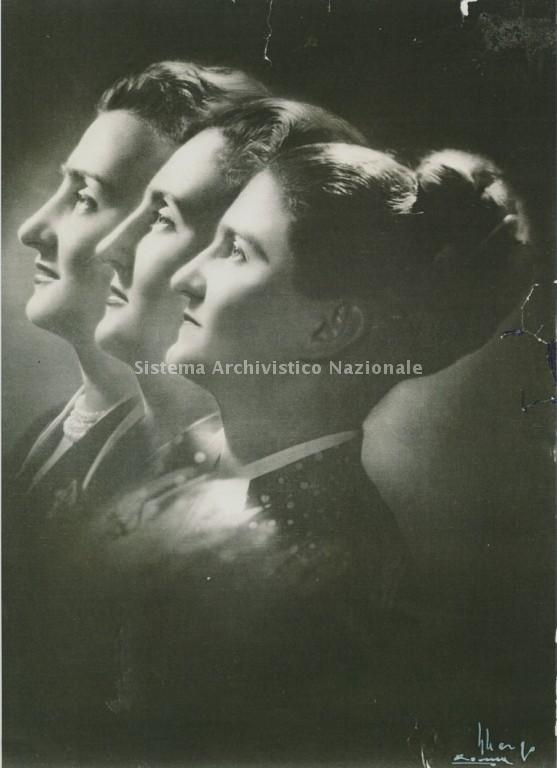
Micol, Giovanna e Zoe en 1955

Las hermanas Fontana, con su taller, fueron de las primeras en dar impulso al Made in Italy, haciendo famoso su estilo italiano en el mundo.
La línea MicolBoutique está dedicada al público más joven.

## Historia
En 1938, en Traversetolo (Parma), las tres hermanas se dedicaron a la sastrería siguiendo la tradición familiar. Después van a Roma. Durante la Segunda Guerra Mundial fundan una maison, especializada inicialmente en trajes de alta costura. Su primer cliente importante es Gioia Marconi, hija de Guglielmo Marconi.

### Creaciones para el cine y elMade in Italyen el mundo
A principios de los Cincuenta, las hermanas Fontana son llamadas por la actriz americana Linda Christian para hacerse un traje de novia, con ocasión de su boda en Roma con el actor Tyrone Power. 
La resonancia de este evento mediático internacional contribuirá a abrir el camino de las hermanas Fontana hacia el mercado del cine, sobre todo de Hollywood.
También Maria Pia de Savoya será vestida por ellas con motivo de su boda.
Las tres estilistas han vestido con sus creaciones a actrices como Elizabeth Taylor, Audrey Hepburn, Barbara Stanwyck, Grace Kelly, Joan Collins o Ava Gardner. 
También serán las diseñadoras de las asistentes de vuelo de Alitalia.
En 1953 fundan el SIAM - Sindicato Italiano Alta Moda - junto con Emilio Schuberth, Vincenzo Ferdinandi y otros.
En 1955 diseñaron el vestido de Angelita Trujillo, hija del dictador dominicano Rafael Leónidas Trujillo, con motivo de la Feria de la Paz y Confraternidad del Mundo Libre. El vestido de color blanco, estaba adornado armiño ruso.

## Adaptación televisiva
Una miniserie fue realizada en dos capítulos y retransmitida en 2011 en Rai1, donde la propia Micol Fontana hizo un cameo.